# باهوش زیبا
باهوش زیبا یا بسیار باهوش (به انگلیسی: Pretty Smart) فیلمی محصول سال ۱۹۸۷ و به کارگردانی دیمیتری لوگوتتیس است. در این فیلم بازیگرانی همچون تریسیا لی فیشر، پاتریشا آرکت، دنیس کول، جولی فیشر و جولی کی. اسمیت ایفای نقش کرده‌اند.